# Андре Сірве
Андре Сірве (фр. André Syrvet, 10 червня 1907 — 30 червня 1983, Лозанна) — швейцарський футболіст, що грав на позиції нападника за клуб «Уранія Женева Спорт», а також національну збірну Швейцарії.

## Клубна кар'єра
Грав за команду «Уранія Женева Спорт», що переживала період найбільших досягнень у своїй історії. У 1931 році виграв з командою Західну лігу чемпіонату Швейцарії. «Уранія» вийшла у фінальний турнір і стала другою серед шести учасників, що є найвищим її результатом за всі роки виступів у вищому дивізіоні національної першості. Також команда з Женеви пробилась у фінальний турнір у наступному сезоні і посіла четверте місце. У тому ж 1932 році клуб вийшов у фінал Кубка Швейцарії, де поступився «Грассгопперу» з рахунком 1:5, а Сірве забив єдиний гол своєї команди.
Ще одним значним успіхом «Уранії» того періоду стала перемога в представницькому Міжнародному турнірі до колоніальної виставки, що відбувся влітку 1931 року в Парижі. В чвертьфіналі швейцарський клуб з рахунком 3:0 обіграв одного з двох господарів змагань — паризький «Расінг». Далі команда з однаковим рахунком 2:1 перемогла головних фаворитів змагань — австрійську «Вієнну» в півфіналі і чехословацьку «Славію» у фіналі.

## Виступи за збірну
24 травня 1930 року дебютував у складі національної збірної Швейцарії. В товариському матчі його збірна поступилась Шотландії з рахунком 2:3. В тому ж році також зіграв проти Бельгії (1:2). Третій і останній матч за збірну провів у 1932 році проти Італії (0:3) в рамках Кубка Центральної Європи.

## Титули і досягнення
«Уранія Женева Спорт»:
Чемпіонат Швейцарії
- Срібний призер (1): 1931

Кубок Швейцарії
- Фіналіст (1): 1932.

Міжнародний турнір ЕКСПО:
- Переможець (1): 1931